# Bello (Aller)
Bello (Beyo en asturiano y oficialmente) es un lugar y una parroquia del concejo asturiano de Aller, en España.
Tiene una superficie de 16,29 km² en los que se reparten sus 295 habitantes (sadei 2008). A una altura media de 600 metros sobre el nivel del mar, está a unos 4 kilómetros de Cabañaquinta, la capital del concejo.
El gentilicio de los habitantes del pueblo es gobetos, debido a una vaca de la región que se hizo famosa.
El pueblo está dividido en los siguientes barrios la Corte,la Foyaca,el Cenal,el Corralon,les Castañarones,la Llera, Cimavilla, Turgan, el Valle, el Caleyon y Cacabiello
Se celebran varias fiestas en el pueblo: Santo Maero el 3 de marzo, San José el 19 de marzo y Santa Bárbara el 4 de diciembre.

## Toponimia
Según decreto 30/2008, del 8 de abril de 2008 por el que se determinan los topónimos oficiales del Concejo de Aller, el topónimo oficial de la parroquia pasó a ser Beyo.

## Entidades de población
Localidades que forman parte de la parroquia:
- Bello (Beyo)